# Barcos sagrados atenienses

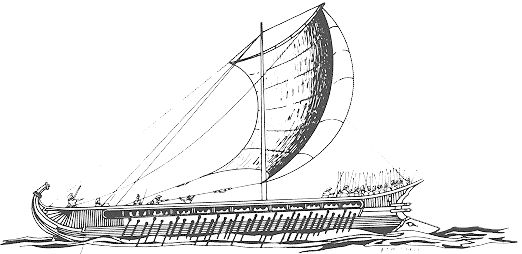
Un antiguo trirreme griego.

Los barcos sagrados atenienses eran barcos de la Antigua Atenas, frecuentemente trirremes, que cumplían funciones religiosas especiales tales como participar en procesiones sagradas (theoria) o en embajadas o carreras marítimas durante los festivales religiosos. Los dos barcos más famosos de este tipo fueron el Páralo y el Salaminia, que también actuaron como transporte de mensajes del gobierno ateniense en los siglos V y IV a. C. Entre otros barcos de posible notoriedad se incluye uno tal vez nombrado Delias, un triacóntero (galera de treinta remos) que se cree fue el que Teseo utilizó para navegar hasta Creta, y que habría participado de varias theria tradicionales a Delos; el navío era sometido a reparaciones constantes que consistían en el reemplazo de las tablas de madera individuales para que conservara su capacidad de navegación al mismo tiempo que mantenía su identidad distintiva. (Para más información sobre la cuestión filosófica de la identidad del barco, véase el Barco de Teseo). Luego de las reformas establecidas por Clístenes, se nombró un barco por cada una de las diez tribus que engendraron un líder político; es posible que estos barcos también fueran sagrados.
El Páralo y el Salaminia, y posiblemente otros barcos sagrados, actuaban dentro de la armada de guerra ateniense. Por tratarse de navíos especialmente ligeros, estos dos eran utilizados para misiones de reconocimiento y envío de mensajes, pero también estaban incluidos dentro de la línea de combate. Mientras, en tiempos de paz, tanto el Páralo como el Salaminia llevaban a cabo varias tareas encomendadas por el gobierno de Atenas. Aparentemente, el Páralo habría realizado gran parte de las misiones diplomáticas, y el Salaminia transportaba mensajes oficiales; entre los más famosos, se encuentra su despacho para arrestar a Alcibíades cuando el strategos se encontraba al mando de la Expedición a Sicilia. Ambos trirremes contaban además con tesoreros consagrados, o tamiai.